# Gunter Berger
Gunter Berger (Greifswald, 1962) es un director de coro alemán. Actualmente está a cargo del Coro Filarmónico de Dresde.

## Biografía
Gunter Berger estudió Pedagogía musical en la Escuela Superior de Música Franz Liszt Weimar y Dirección de Orquesta en la Escuela Superior de Música y Teatro «Felix Mendelssohn Bartholdy» de Leipzig.
Desde 1990 trabaja en música coral. Desde sus inicios hasta 2011 fue director del coro infantil MDR. A la vez fue asistente coral del director Ekkehart Schreiber hasta 1998 en el coro de Gewandhaus en Leipzig. En el 1998/1999 tomó la dirección de este coro. Además dirigió el coro de profesores de Leipzig desde marzo de 1999. 
Desde 1999 hasta el 2012 Gunter Berger fue profesor de dirección coral y grupal en la Escuela Superior de Música Franz Liszt Weimar y dirigió el coro de ese establecimiento. Actualmente es el director del Coro infantil Filarmónico y del Coro Filarmónico de Dresde.
Gunter Berger pertenece al Consejo Musical Alemán.